# Старобасанська сільська рада
Старобаса́нська сільська́ ра́да — колишня адміністративно-територіальна одиниця та орган місцевого самоврядування в колишньому Бобровицькому районі Чернігівської області. Адміністративний центр — село Стара Басань.
19 травня 2017 сільська рада увійшла до новоутвореної Бобровицької громади.

## Загальні відомості
- Населення ради: 1 233 особи (станом на 2001 рік)

## Населені пункти
Сільській раді було підпорядковане село Стара Басань включно з хутором Тимки.

## Склад ради
Рада складалася з 12 депутатів та голови.
- Голова ради: Єреп Лідія Олексіївна
- Секретар ради: Костюченко Наталія Валентинівна

### Керівний склад попередніх скликань
| Прізвище, ім'я, по батькові      | Основні відомості                                                         | Дата обрання | Дата звільнення |
| -------------------------------- | ------------------------------------------------------------------------- | ------------ | --------------- |
| Лавріненко Сергій Костянтинович  | Сільський голова, 1964 року народження                                    | 26.03.2006   | 31.10.2010      |
| Лавриненко Сергій Констянтинович | Сільський голова, 1964 року народження, освіта вища, член Партії регіонів | 31.10.2010   | 21.01.2014      |
| Єреп Лідія Олексіївна            | Сільський голова, 1965 року народження, освіта вища, позапартійна         | 25.05.2014   |                 |

Примітка: таблиця складена за даними сайту Верховної Ради України

### Депутати
За результатами місцевих виборів 2010 року депутатами ради стали:

#### За суб'єктами висування
| Суб'єкт висування | Кількість обраних депутатів | %   |
| ----------------- | --------------------------- | --- |
| Партія регіонів   | 12                          | 100 |

#### За округами
| № округу        | Прізвище, ім'я, по батькові | Дата визнання обраним | Освіта  | Партійна приналежність | Відомості про обраного депутата                                    |
| --------------- | --------------------------- | --------------------- | ------- | ---------------------- | ------------------------------------------------------------------ |
| Партія регіонів |                             |                       |         |                        |                                                                    |
| 1               | Бодня Тетяна Валеріївна     | 03.11.2010            | вища    | позапартійна           | Старобасанська загальноосвітня школа-інтернат І-ІІ ст., вихователь |
| 2               | Потернак Людмила Василівна  | 03.11.2010            | вища    | позапартійна           | Старобасанська загальноосвітня школа-інтернат І-ІІ ст., вчитель    |
| 3               | Ямкач Валерій Миколайович   | 03.11.2010            | вища    | позапартійний          | ТОВ «Земля і Воля», охоронник                                      |
| 4               | Голод Світлана Іванівна     | 03.11.2010            | вища    | позапартійна           | ТОВ «Земля і Воля», зав.складом                                    |
| 5               | Горовий Сергій Борисович    | 03.11.2010            | середня | позапартійний          | ТОВ «Земля і Воля», свинар                                         |
| 6               | Сірий Анатолій Васильович   | 03.11.2010            | середня | позапартійний          | тимчасово не працює                                                |
| 7               | Скрипець Віктор Павлович    | 03.11.2010            | вища    | позапартійний          | Благодійна організація «Хавер», вихователь                         |
| 8               | Костевська Надія Григорівна | 03.11.2010            | вища    | позапартійна           | Старобасанська загальноосвітня школа-інтернат І-ІІ ст., вчитель    |
| 9               | Литовченко Ганна Василівна  | 03.11.2010            | вища    | позапартійна           | ТОВ «Земля і Воля», бухгалтер -касир                               |
| 10              | Скрипець Наталія Миколаївна | 03.11.2010            | вища    | позапартійна           | Старобасанська сільська рада, секретар                             |
| 11              | Запорожець Тетяна Сергіївна | 03.11.2010            | вища    | позапартійна           | Старобасанська загальноосвітня школа-інтернат І-ІІ ст., вчитель    |
| 12              | Дубіно Віра Вікторівна      | 03.11.2010            | вища    | позапартійна           | Старобасанська загальноосвітня школа І-ІІІ ст., вчитель            |